# Zespół instrumentalny
Zespół instrumentalny – zespół muzyczny złożony tylko z instrumentalistów.
Zespoły instrumentalne dzielą się na:
- zespoły kameralne
- orkiestry